# Alpha Delphini
Alpha Delphini (α Del / α Delphini) este o stea multiplă din constelația Delfinul. Această stea poartă și numele tradițional de  Sualocin, care i-a fost dat de astronomul italian Niccolò Cacciatore, în glumă utilă; denumirea este forma latinizată a prenumelui astronomului  (Nicolaus) scris invers. În astronomia chineză, Alpha Delphini face parte din asterismul Hugua, care reprezintă pepeni galbeni.
Alpha Delphini are șapte componente: A și G, care formează o binară fizică, și B, C, D, E și F, care sunt optice și care nu au legături fizice cu A și G.